# Дъждосвирцови
Дъждосвирцови (Charadriidae) е семейство птици, което включва 69 вида, разделени в 10 рода.

## Таксономия
Семейство Дъждосвирцови е въведено (като Charadriadæ) от английския зоолог Уилям Елфорд Лийч в ръководство за съдържанието на Британския музей, публикувано през 1820 г.

## Описание
Те са малки до средно големи птици с компактни тела, къси, дебели шии и дълги, обикновено заострени или заоблени крила. Клюнът им обикновено е прав и къс, пръстите на краката им са къси, задните пръсти могат да бъдат къси или да липсват, в зависимост от вида. Повечето Дъждосвирцови също имат относително къси опашки. В повечето родове половете външно си приличат, има много малък полов диморфизъм. Варират по размер като някои видове са дълги около 14 cm, а други достигат до 35 cm.

## Разпространение и местообитание
Те са разпространени в открити местности по целия свят, най-вече в местообитания близо до вода, въпреки че има някои изключения: Peltohyas australis например предпочита камениста земя в пустините на Централна и Западна Австралия, а големият дъждосвирец често се среща в пасища в Северна Америка.

## Поведение и екология
Ловуват водни и сухоземни безгръбначни като насекоми, червеи, мекотели и ракообразни в зависимост от местообитанието. Хранят се и с растителен материал.